# الحضو (حزم العدين)

تعديل مصدري - تعديل

الحضو محلة تابعة لقرية نجدالدار، التابعة لعزلة حليمة بمديرية حزم العدين إحدى مديريات محافظة إب في الجمهورية اليمنية، بلغ تعداد سكانها 116 حسب تعداد اليمن لعام 2004.